# Heartland Championship
Le Heartland Championship, nommé Bunnings Warehouse Heartland Championship pour des raisons commerciales, est une compétition amateur de rugby à XV néo-zélandaise qui constitue le troisième niveau national en dessous des deux divisions du National Provincial Championship. 

## Histoire
Le championnat des provinces a été lancé en 1976. Initialement, 27 équipes, représentant chacune un comité régional, étaient engagées. La Division 1 comptait 11 équipes (7 de l'Île du Nord et 4 de l'Île du Sud) tandis que  les 16 autres équipes jouaient en Division 2 dans deux groupes géographiques. Un système de montées et de descentes était organisé entre les deux divisions. En 2006, une profonde réforme a séparé les 14 équipes professionnelles en deux divisions de sept équipes dans l’Air New Zealand Cup du nom du sponsor principal (le nom de National Provincial Championship cesse alors d'être utilisé. La compétition s’intitule ITM Cup entre 2010 et 2015, puis Mitre 10 Cup depuis 2016). Les douze équipes amateurs ont elles été regroupées dans le Heartland Championship. Elles ne peuvent monter au niveau supérieur. Ce championnat donne lieu à deux phases finales distinctes : la Meads Cup, pour les quatre premiers, nommée en hommage au grand deuxième ligne Colin Meads, et la Lochore Cup, pour les équipes classées 5 à 8, qui tient son nom d'une autre légende du rugby néo-zélandais Brian Lochore.

## Format de la compétition
Les douze équipes jouent huit matches de saison régulière. Les points sont attribués comme suit :
- 4 points pour une victoire
- 2 points pour un match nul
- 0 points pour une défaite
- 1 point de bonus pour 4 essais ou plus, quel que soit le résultat du match
- 1 point de bonus pour toute défaite inférieure à 8 points

Les quatre premiers du classement sont qualifiés pour la Meads Cup et les équipes classées 5 à 8 disputent la Lochore Cup. Les équipes les mieux classées reçoivent en demi-finale et en finale. La victoire dans la Meads Cup ne donne pas droit à une promotion en National Provincial Championship.

### Équipes participantes
Il s’agit des mêmes équipes depuis 2006
| Équipe            | Zone Super Rugby | Ville     | Stade                                            | Capacité |
| ----------------- | ---------------- | --------- | ------------------------------------------------ | -------- |
| Buller            | Crusaders        | Westport  | Victoria Square                                  | 5 000    |
| East Coast        | Hurricanes       | Ruatoria  | Whakarua Park                                    | 3 000    |
| Horowhenua-Kapiti | Hurricanes       | Levin     | Levin Domain                                     | 6 500    |
| King Country      | Chiefs           | Taupo     | Owen Delany Park                                 | 20 000   |
| Mid-Canterbury    | Crusaders        | Ashburton | Ashburton Showgrounds                            | 5 000    |
| North Otago       | Highlanders      | Oamaru    | Centennial Park (Whitestone Contracting Stadium) | 7 000    |
| Poverty Bay       | Hurricanes       | Gisborne  | More FM Rugby Park                               | 18 000   |
| South Canterbury  | Crusaders        | Timaru    | Alpine Energy Stadium                            | 12 000   |
| Thames Valley     | Chiefs           | Paeroa    | Paeroa Domain                                    | 3 000    |
| Wairarapa Bush    | Hurricanes       | Masterton | Trust House Memorial Park                        | 10 000   |
| Wanganui          | Hurricanes       | Wanganui  | Cooks Gardens                                    | 15 000   |
| West Coast        | Crusaders        | Greymouth | Rugby Park                                       | 6 000    |

## Palmarès
| Année | Meads Cup                  | Lochore Cup                |
| 2006  | Wairarapa Bush (1)         | Poverty Bay (1)            |
| 2007  | North Otago (1)            | Poverty Bay (2)            |
| 2008  | Wanganui (1)               | Poverty Bay (3)            |
| 2009  | Wanganui (2)               | North Otago (1)            |
| 2010  | North Otago (2)            | Wairarapa Bush (1)         |
| 2011  | Wanganui (3)               | Poverty Bay (4)            |
| 2012  | East Coast (1)             | Buller (1)                 |
| 2013  | Mid Canterbury (1)         | South Canterbury (1)       |
| 2014  | Mid Canterbury (2)         | Wanganui (1)               |
| 2015  | Wanganui (4)               | King Country (1)           |
| 2016  | Wanganui (5)               | North Otago (2)            |
| 2017  | Wanganui (6)               | Mid Canterbury (1)         |
| 2018  | Thames Valley (1)          | Horowhenua-Kapiti (1)      |
| 2019  | North Otago (3)            | South Canterbury (2)       |
| 2020  | Non disputé dû au COVID-19 | Non disputé dû au COVID-19 |
| 2021  | South Canterbury (1)       | Wanganui (2)               |
| 2022  | South Canterbury (2)       | East Coast (1)             |
| 2023  | South Canterbury (3)       | West Coast (1)             |
| 2024  | Thames Valley (2)          | King Country (2)           |

### Finales
Meads Cup
- 2006 : Wanganui -  Wairarapa Bush : 14-16
- 2007 : North Otago - Wanganui : 25-8
- 2008 : Wanganui - Mid-Canterbury : 27-12
- 2009 : Mid-Canterbury - Wanganui : 13-34
- 2010 : North Otago - Wanganui : 39-18
- 2011 : Wanganui - East Coast : 30-10
- 2012 : East Coast - Wanganui : 29-27
- 2013 : Mid-Canterbury - North Otago : 26-20
- 2014 : Buller - Mid-Canterbury : 13-36
- 2015 : South Canterbury - Wanganui : 11-28
- 2016 : Wanganui - Buller : 20-18
- 2017 : Wanganui - Horowhenua-Kapiti : 30-14
- 2018 : Thames Valley - South Canterbury : 17-12
- 2019 : North Otago - Wanganui : 33-19
- 2020 : annulée à cause de la pandémie de Covid-19
- 2021 : South Canterbury - Thames Valley : 35-16
- 2022 : South Canterbury - Wanganui : 47-36
- 2023 : South Canterbury - Wanganui : 40-30
- 2024 : Thames Valley - Mid-Canterbury : 37-29

Lochore Cup
- 2006 : Poverty Bay - King Country : 46-34
- 2007 : Poverty Bay - South Canterbury : 38-35
- 2008 : Poverty Bay -  Horowhenua-Kapiti : 26-5
- 2009 : West Coast - North Otago : 13-21
- 2010 : Buller - Wairarapa Bush : 9-15
- 2011 : South Canterbury - Poverty Bay : 22-49
- 2012 : Buller - South Canterbury : 31-28
- 2013 : South Canterbury - Buller : 17-10
- 2014 : North Otago - Wanganui : 12-16
- 2015 : King Country - North Otago : 25-23
- 2016 : King Country - North Otago : 22-44
- 2017 : Mid-Canterbury - West Coast : 47-15
- 2018 : Horowhenua-Kapiti - Wairarapa Bush : 26-23
- 2019 : South Canterbury - West Coast : 23-19
- 2020 : annulée à cause de la pandémie de Covid-19
- 2021 : Wanganui - North Otago : 22-16
- 2022 : East Coast - Mid-Canterbury : 25-20
- 2023 : West Coast - Poverty Bay : 23-20
- 2024 : King Country - West Coast : 46-44